# Novo Santo Antônio (Piauí)
Novo Santo Antônio is een gemeente in de Braziliaanse deelstaat Piauí. De gemeente telt 3.364 inwoners (schatting 2007).